# Tầng Kimmeridge
| Hệ/ Kỷ                               | Thống/ Thế   | Tầng/ Kỳ   | Niên đại (Ma) | Niên đại (Ma) |
| ------------------------------------ | ------------ | ---------- | ------------- | ------------- |
| Phấn Trắng                           | Hạ/Sớm       | Berrias    | trẻ/muộn hơn  | trẻ/muộn hơn  |
| Jura                                 | Thượng /Muộn | Tithon     | ~145.0        | 152.1         |
| Jura                                 | Thượng /Muộn | Kimmeridge | 152.1         | 157.3         |
| Jura                                 | Thượng /Muộn | Oxford     | 157.3         | 163.5         |
| Jura                                 | Trung/Giữa   | Callove    | 163.5         | 166.1         |
| Jura                                 | Trung/Giữa   | Bathon     | 166.1         | 168.3         |
| Jura                                 | Trung/Giữa   | Bajocy     | 168.3         | 170.3         |
| Jura                                 | Trung/Giữa   | Aalen      | 170.3         | 174.1         |
| Jura                                 | Hạ/Sớm       | Toarc      | 174.1         | 182.7         |
| Jura                                 | Hạ/Sớm       | Pliensbach | 182.7         | 190.8         |
| Jura                                 | Hạ/Sớm       | Sinemur    | 190.8         | 199.3         |
| Jura                                 | Hạ/Sớm       | Hettange   | 199.3         | 201.3         |
| Trias                                | Thượng /Muộn | Rhaetia    | cổ/sớm hơn    | cổ/sớm hơn    |
| Phân chia Kỷ Jura theo ICS năm 2020. |              |            |               |               |

Tầng Kimmeridge trong niên đại địa chất là kỳ giữa của thế Jura muộn, và trong thời địa tầng học thì nó là bậc giữa của thống Jura trên. Kỳ Kimmeridge tồn tại từ ~ 157.3 Ma đến 152.1 Ma (Ma: Megaannum, triệu năm trước).
Kỳ Kimmeridge kế tục kỳ Oxford, và tiếp sau là kỳ Tithon, đều của cùng thế Jura muộn.

## Địa tầng
Kimmeridge được chia thành các phần phụ trên và dưới.
Trong đại dương Tethys, tầng Kimmeridge chứa bảy đới sinh vật ammonit:
- Đới có Hybonoticeras beckeri
- Đới có Aulacostephanus eudoxus
- Đới có Aspidoceras acanthicum
- Đới có Crussoliceras divisum
- Đới có Ataxioceras hypselocyclum
- Đới có Sutneria platynota
- Đới có Idoceras planula

## Cổ sinh

### Động vật lưỡng cư
| Taxa          | Hiện diện | Vị trí                 | Mô tả                                                | Hình ảnh |
| ------------- | --------- | ---------------------- | ---------------------------------------------------- | -------- |
| - Iridotriton |           | Hệ tầng Morrison, Utah | Một chi đã tuyệt chủng của cryptobranchoid kỳ nhông. |          |

### †Ankylosauria
| Taxa                                | Hiện diện | Vị trí                             | Mô tả | Hình ảnh |
| ----------------------------------- | --------- | ---------------------------------- | --- | -------- |
| - Gargoyleosaurus                   |           | Hệ tầng Morrison, Wyoming, Hoa Kỳ  | Ankylosaur nhỏ nhất và được biết đến sớm nhất. Hộp sọ của nó có chiều dài chỉ 29 cm và tổng chiều dài cơ thể của nó ước tính từ ba đến bốn mét. |          |
| - Mymoorapelta - Mymoorapelta maysi |           | Hệ tầng Morrison, Colorado, Hoa Kỳ | Một người ankylosaurian sơ khai kém nổi tiếng.                                                                                                  |          |

### Chim
| Taxa                                          | Hiện diện | Vị trí | Mô tả | Hình ảnh |
| --------------------------------------------- | --------- | ------ | ----- | -------- |
| - Archaeopteryx - Archaeopteryx lithographica |           |        |       |          |

### †Khủng long chân chim
| Taxa             | Hiện diện                | Vị trí          | Mô tả | Hình ảnh |
| ---------------- | ------------------------ | --------------- | --- | -------- |
| - Camptosaurus   | Kimmeridge tới Kỳ Tithon | Wyoming, Hoa Kỳ | Camptosaurus có thể dài hơn 7,9 mét (26 foot) và 2,0 mét (6,6 foot) cao ngang hông. Nó có thân hình nặng nề, nhưng cũng như khi đi bằng bốn chân (bốn chân), chúng có thể lùi lại phía sau để đi bằng hai chân (hai chân). Chi này có lẽ liên quan chặt chẽ đến tổ tiên của loài khủng long iguanodontid và hadrosaurid sau này. Nó có thể đã ăn những con cà chua bằng chiếc mỏ giống con vẹt. |          |
| - Drinker        |                          |                 | |          |
| - Dryosaurus     |                          |                 | |          |
| - Othnielia      |                          |                 | |          |
| - Othnielosaurus |                          |                 | |          |
| - Phyllodon      |                          |                 | |          |

### †Thằn lằn đầu rắn
| Taxa            | Hiện diện          | Vị trí | Mô tả | Hình ảnh |
| --------------- | ------------------ | ------ | ----- | -------- |
| - Colymbosaurus |                    |        |       |          |
| - Kimmerosaurus |                    |        |       |          |
| - Liopleurodon  |                    |        |       |          |
| - Pliosaurus    |                    |        |       |          |
| - Simolestes    | Bajocian-Tithonian |        |       |          |

### †Sauropods
| Taxa                                  | Hiện diện | Vị trí                                 | Mô tả                                             | Hình ảnh |
| ------------------------------------- | --------- | -------------------------------------- | ------------------------------------------------- | -------- |
| - Amphicoelias                        |           |                                        |                                                   |          |
| - Apatosaurus                         |           |                                        |                                                   |          |
| - Bothriospondylus                    |           |                                        |                                                   |          |
| - Brachiosaurus                       |           |                                        |                                                   |          |
| - Brontosaurus                        |           |                                        |                                                   |          |
| - Camarasaurus                        |           |                                        |                                                   |          |
| - Dicraeosaurus                       |           |                                        |                                                   |          |
| - Diplodocus                          |           |                                        |                                                   |          |
| - Dystrophaeus                        |           |                                        |                                                   |          |
| - Europasaurus - Europasaurus holgeri |           |                                        |                                                   |          |
| - Gigantosaurus                       |           | Sự hình thành đất sét Kimmeridge, Anh  |                                                   |          |
| - Haplocanthosaurus                   |           | Hệ tầng Morrison, Colorado             |                                                   |          |
| - "Ischyrosaurus" manseli             |           | Kimmeridge Clay Formation, Dorset, Anh | Chi này được Edward Drinker Cope đặt ra năm 1869. |          |
| - Janenschia                          |           |                                        |                                                   |          |
| - Maraapunisaurus                     |           |                                        |                                                   |          |
| - Tornieria                           |           |                                        |                                                   |          |

### †Stegosauria
| Taxa                | Hiện diện                      | Vị trí                                            | Mô tả | Hình ảnh |
| ------------------- | ------------------------------ | ------------------------------------------------- | --- | -------- |
| - Dacentrurus       |                                | Anh và Pháp                                       | Một stegosaurid lớn |          |
| - Gigantspinosaurus |                                | Hệ tầng Thượng Shaximiao, Tứ Xuyên, Trung Quốc    | Có các tấm lưng tương đối nhỏ và các gai vai to ra rất nhiều, gấp đôi chiều dài của bả vai. Ước tính dài khoảng 4 mét. |          |
| - Miragaia          |                                | Hệ tầng Lourinhã, Bồ Đào Nha                      | Gần Dacentrurus hơn Stegosaurus . |          |
| *Hesperosaurus      |                                | Hệ tầng Morrison, Wyoming, Hoa Kỳ                 | Có các tấm xen kẽ trên lưng và bốn gai ở đuôi. Xuất hiện liên quan chặt chẽ hơn đến Dacentrurus hơn là Stegosaurus . |          |
| - Kentrosaurus      |                                | Tanzania                                          | Một stegosaurian dài 4 mét với gai ở hai bên sườn. Chiều dài của xương đùi so với phần còn lại của chân cho thấy Kentrosaurus là một loài khủng long chậm chạp và không hoạt động. |          |
| - Monkonosaurus     |                                | Hệ tầng Loe-ein, Tây Tạng, Trung Quốc             | Tình trạng rời rạc của bộ xương duy nhất được biết đến đặt ra nghi ngờ về tính hợp lệ của chi này |          |
| - Stegosaurus       | Kimmeridgian đến Sớm Tithonian | Hệ tầng Morrison, Colorado, Utah, Wyoming, Hoa Kỳ | Với chiều dài trung bình khoảng 9 mét (30 foot) và cao 4 mét (13 foot), loài bốn chân Stegosaurus là một trong những loài dễ nhận dạng nhất khủng long, do dãy đĩa kép hình cánh diều đặc biệt mọc thẳng đứng dọc theo lưng cong và hai cặp gai dài kéo dài theo chiều ngang gần cuối đuôi. |          |

### †Thalattosuchian
| Taxa                                                                       | Hiện diện | Vị trí | Mô tả | Hình ảnh |
| -------------------------------------------------------------------------- | --------- | --- | --- | -------- |
| - Cricosaurus C. suevicus                                                  |           | Đức | Một chi metriorhynchid tương đối nhỏ. |          |
| - Dakosaurus D. maximus                                                    |           | Đức | Một metriorhynchid lớn. Loài thuộc giống Dakosaurus maximus , được biết đến từ Tây Âu (Anh, Pháp, Thụy Sĩ và Đức) thuộc kỷ Jura muộn (Late Kimmeridge-Early Tithon).                |          |
| - Machimosaurus 1. M. hugii 2. M. mosae 3. M. nowackianus 4. M. buffetauti |           | - M. hugii: Western Europe - M. mosae: France - M. nowackianus: Harrar, Ethiopia - M. buffetauti: Germany | Machimosaurus hugii là loài lớn nhất được đặt tên là teleosaurid và thalattosuchian cho đến thời điểm đó, với chiều dài ước tính khoảng 7,2 mét                                     |          |
| - Maledictosuchus 1. M. nuyivijanan                                        |           | Hệ tầng Sabinal, Lưu vực Tlaxiaco, Oaxaca, Mexico                                                         | Một metriorhynchid. Nó là chi cơ bản nhất của Bộ lạc Rhacheosaurini. |          |
| - Metriorhynchus 1. M. geoffroyii 2. M. hastifer                           |           | Anh, Pháp và Thụy Sĩ                                                                                      | Một động vật ăn thịt cơ hội ăn cá, belemnites và các động vật biển khác và có thể có xác chết. Metriorhynchus phát triển đến chiều dài trưởng thành trung bình là 3 mét (9,8 foot). |          |
| - Torvoneustes 1. T. carpenteri 2. T. coryphaeus 3. T. mexicanus           |           | Hệ tầng đất sét Kimmeridge, Wiltshire, Anh; Oaxaca, Mexico                                                | |          |

### †Khủng long chân thú (không bay)
| Taxa                                                      | Hiện diện | Vị trí                                                                                              | Mô tả | Hình ảnh |
| --------------------------------------------------------- | --------- | --------------------------------------------------------------------------------------------------- | --- | -------- |
| - Allosaurus                                              |           | | |          |
| - Aviatyrannis - Aviatyrannis jurassica                   |           | Mỏ Guimarota, Bồ Đào Nha                                                                            | tyrannosauroid nhỏ 5 kg. Aviatyrannis cùng với Stokesosaurus đại diện cho các bạo chúa tyrannosauroid lâu đời nhất được biết đến. |          |
| - Ceratosaurus                                            |           | | |          |
| - Coelurus - Coelurus fragilis                            |           | Hệ tầng Morrison, Wyoming                                                                           | Theropod nhỏ dài khoảng 2 mét |          |
| - Elaphrosaurus - Elaphrosaurus bambergi                  |           | Tendaguru Beds, Tanzania                                                                            | Có lẽ là một ceratosaur dài khoảng 6 mét |          |
| - Fosterovenator - Fosterovenator churei                  |           | Hệ tầng Morrison, Wyoming                                                                           | Có lẽ là một ceratosaur. |          |
| - Lourinhanosaurus - Lourinhanosaurus antunesi            |           | Hệ tầng Lourinhã, Bồ Đào Nha                                                                        | Một chi khủng long chân đốt ăn thịt có kích thước trung bình. Tetanuran cơ bản, có thể là allosauroid, megalosauroid hoặc coelurosaur. |          |
| - Marshosaurus - Marshosaurus bicentesimus                |           | Mỏ đá Cleveland-Lloyd, Thành viên lưu vực sông Brushy, Hệ tầng Morrison, Utah và có thể cả Colorado | |          |
| - Ornitholestes - Ornitholestes hermanni                  |           | Bone Cabin Quarry, Hệ tầng Morrison, Wyoming                                                        | Ornitholestes hermanni là một loài động vật chân đốt gốc coelurosaurian. |          |
| - Saurophaganax - Saurophaganax maximus                   |           | Hệ tầng Morrison, Oklahoma                                                                          | Có thể là một loài Allosaurus nhưng lớn hơn và hiếm hơn nhiều so với các loài Allosaurus. Ước tính có chiều dài từ 10,5 đến 13 mét và trọng lượng từ 3 đến 4,5 tấn, nó có khả năng là động vật ăn thịt trên cạn lớn nhất trong kỷ Jura. |          |
| - Tanycolagreus - Tanycolagreus topwilsoni                |           | Hệ tầng Morrison, Wyoming                                                                           | Tanycolagreus là một chi của động vật chân đốt cơ bản coelurosaurian. |          |
| - Torvosaurus - Torvosaurus tanneri - Torvosaurus gurneyi |           | - T. tanneri: Hệ tầng Morrison, Colorado và Wyoming - T. gurneyi: Lourinhã Formation, Portugal      | Torvosaurus là một động vật ăn thịt megalosaurid rất lớn, với chiều dài cơ thể ước tính tối đa là 10 m (33 ft) và khối lượng 3,6–4,5 tấn (4–5 tấn ngắn) đối với cả hai loài của nó, khiến Torvosaurus trong số những loài ăn thịt lớn nhất trên đất liền của kỷ Jura. Thomas Holtz ước tính nó cao 12 mét (39 feet). Các tuyên bố đã được thực hiện cho thấy kích thước thậm chí còn lớn hơn. |          |

### Nautiloid
| Taxa             | Hiện diện | Vị trí | Mô tả | Hình ảnh |
| ---------------- | --------- | ------ | ----- | -------- |
| - Somalinautilus |           |        |       |          |

### †Phân lớp Cúc đá
| Taxa               | Hiện diện | Vị trí | Mô tả | Hình ảnh |
| ------------------ | --------- | ------ | ----- | -------- |
| - Lithacosphinctes |           |        |       |          |

### †Belemnite
| Taxa         | Hiện diện | Vị trí | Mô tả | Hình ảnh |
| ------------ | --------- | ------ | ----- | -------- |
| - Produvalia |           |        |       |          |